# 後藤謙次
後藤 謙次（ごとう けんじ、1949年10月5日 - ）は、日本のジャーナリスト、アンカーマン。
白鷗大学名誉教授。元共同通信社記者、編集局長。「政治コラムニスト」「政治ジャーナリスト」の肩書きでも活動している。東京都出身。

## 経歴
1968年、東京都立八潮高等学校卒業。1973年、早稲田大学法学部を卒業。共同通信社に入社し、函館支局、札幌支社編集部などに勤務する。
1982年以降、共同通信社本社政治部、首相官邸、自民党（旧田中派担当）、外務省、野党担当、自民党クラブキャップ、首相官邸クラブキャップなどを担当。
1997年、同社編集局編集委員兼論説委員に就任。2002年に同社政治部部長、2004年には同社論説副委員長兼編集委員に就任する。2005年3月28日から『イブニング・ファイブ』『JNNイブニング・ニュース』（TBSテレビ）にコメンテーターとして出演（2006年5月9日まで）。2006年6月に同社編集局長に就任し、2007年10月23日に総務局付・局長同等に異動する。
同年10月末で共同通信社を退社し、12月3日から『筑紫哲也 NEWS23』（TBSテレビ、2008年3月31日より『NEWS23』）にメインキャスターとして出演した（2009年3月27日まで）。
2009年3月30日から『総力報道!THE NEWS』（TBSテレビ）にアンカーとして出演（2010年3月26日まで）。4月4日 には『オールスター感謝祭'09春超豪華!クイズ決定版』（TBSテレビ）に出演し、自身初のバラエティ番組出演となった。
2020年、白鷗大学名誉教授に就任。

## 人物
- 共同通信社政治部記者時代には、竹下登や野中広務の番記者を長く担当。竹下が結成した三宝会では世話人を務めた。
- 座右の銘は「進む・退く・止まる」[1]。

## 出演番組
| 期間           | 期間          | 番組名                                                                    | 役職                                                                                             |
| -------------- | ------------- | ------------------------------------------------------------------------- | ------------------------------------------------------------------------------------------------ |
| 2005年4月      | 2006年5月9日  | イブニング・ファイブ（TBSテレビ）                                         | 月～水曜日コメンテーター                                                                         |
| 2005年4月      | 2006年5月9日  | JNNイブニング・ニュース（TBSテレビ）                                      | 月～水曜日コメンテーター                                                                         |
| 時期不明       | 時期不明      | サンデーモーニング（TBSテレビ）                                           | 月1回でのコメンテーター                                                                          |
| 2007年12月     | 2008年3月     | 筑紫哲也 NEWS23（TBSテレビ）                                              | 月～木曜日アンカー                                                                               |
| 2008年4月      | 2009年3月     | NEWS23（TBSテレビ）                                                       | アンカー                                                                                         |
| 2009年4月      | 2010年3月     | 総力報道!THE NEWS（TBSテレビ）                                            | アンカー                                                                                         |
| 2010年         | 2016年4月     | ちちんぷいぷい（毎日放送）                                                | 『ぷいぷい顧問団』不定期出演                                                                     |
| 2010年6月10日  | 現在          | 報道ステーション（テレビ朝日）                                            | VTR出演およびゲストコメンテーター ※途中4年は、月～木曜日レギュラーコメンテーターとして番組に出演 |
| 2010年7月11日  | 2010年7月11日 | 乱!参院選2010（MBSローカル版）                                            | 解説担当                                                                                         |
| 2010年7月13日  | 現在          | スーパーJチャンネル（テレビ朝日）                                         | VTR出演およびゲストコメンテーター                                                                |
| 2010年8月25日  | 2010年8月25日 | NEWS FINE（テレビ東京）                                                   | ゲスト出演                                                                                       |
| 2010年9月14日  | 2010年9月14日 | ANN報道特別番組（テレビ朝日）                                             | コメンテーター                                                                                   |
| 2010年10月     | 現在          | ニュース・パレード（文化放送）                                            | 月曜日メインキャスター→同日コーナー『後藤謙次のポイント・オブ・ビュー』パーソナリティー          |
| 2011年1月1日   | 2011年1月1日  | 開局15周年記念スペシャル『後藤謙次が斬る 2011東京都知事選挙』（TOKYO MX） | アンカー                                                                                         |
| 2011年4月      | 2011年9月     | サンデー・フロントライン（テレビ朝日）                                    | ゲストコメンテーター                                                                             |
| 2011年4月10日  | 2011年4月10日 | 東京都知事選挙・都議会議員補欠選挙開票特別番組（TOKYO MX）                | アンカー                                                                                         |
| 2011年12月18日 | 2017年3月     | 報道ステーション SUNDAY（テレビ朝日）                                     | レギュラーコメンテーター                                                                         |
| 2012年1月6日   | 現在          | BSフジLIVE プライムニュース（BSフジ）                                     | ゲストコメンテーター                                                                             |
| 2012年2月4日   | 2012年2月4日  | 東京からはじめよう（TOKYO MX）                                            | 『解散総選挙のタイミングは?』ゲスト出演                                                          |
| 2012年7月5日   | 2013年3月28日 | 知りたがり!（フジテレビ）                                                 | 『知恵袋』木曜日レギュラー出演                                                                   |
| 2013年1月12日  | 2013年1月12日 | 東京からはじめよう（TOKYO MX）                                            | 『猪瀬都政のスタート』ゲスト出演                                                                 |
| 2013年4月      | 2013年9月     | やじうまテレビ!（テレビ朝日）                                             | 月曜日コメンテーター                                                                             |
| 2013年7月21日  | 現在          | 選挙ステーション（テレビ朝日）                                            | コメンテーター                                                                                   |
| 2013年10月     | 2016年3月21日 | グッド!モーニング（テレビ朝日）                                           | 月曜日コメンテーター                                                                             |
| 2017年4月3日   | 2017年4月3日  | 斉藤一美 ニュースワイドSAKIDORI!（文化放送）                              | ゲスト出演                                                                                       |
| 2017年4月      | 2020年9月     | サンデーステーション（テレビ朝日）                                        | レギュラーコメンテーター                                                                         |

## 著書
- 『小渕恵三・全人像』（1991年、行研出版社）
- 『日本の政治はどう動いているのか』（1999年、共同通信社）
- 『竹下政権 五七六日』（2000年、行研出版社）
- 『小沢一郎 50の謎を解く』（2010年、文春新書）
- 『田中角栄に訊け! 決断と実行の名言録』（2011年、プレジデント社）
- 『ドキュメント 平成政治史』（岩波書店）
  - 第1巻 崩壊する55年体制（2014年4月）
  - 第2巻 小泉劇場の時代（2014年6月）
  - 第3巻 幻滅の政権交代（2014年8月）
  - 第4巻 安倍「一強」の完成（2023年6月）
  - 第5巻 安倍「超長期政権」の終焉（2024年2月）
- 『10代に語る平成史』（2018年、岩波ジュニア新書）

## 受賞歴
- 2024年10月 - 第72回菊池寛賞[5]